# Palaeaspilates inoffensa
Palaeaspilates inoffensa är en fjärilsart som beskrevs av W. Warren 1894. Palaeaspilates inoffensa ingår i släktet Palaeaspilates och familjen mätare. Inga underarter finns listade i Catalogue of Life.